# Paolo Angelo Ballerini
Paolo Angelo Ballerini (14 de noviembre de 1814 - 27 de marzo de 1897) fue un prelado italiano que fue nombrado por Pío IX arzobispo de Milán. También se desempeñó como el Patriarca Latino de Alejandría. Su causa de canonización ha comenzado y ahora es un Siervo de Dios.

## Biografía
Nació 14 de noviembre de 1814, en Milán. En 1837 fue ordenado sacerdote. En diciembre de 1857 fue nombrado vicario general de la archidiócesis. En los primeros días de 1858, el arzobispo Bartolomeo Carlo Romilli sufrió un derrame cerebral, por lo que los deberes de Ballerini en el manejo de la arquidiócesis se incrementaron debido a la condición crítica del arzobispo Romilli.

### Arzobispo de Milán
En mayo de 1859 Romilli murió después del Concordato de 1855 de Francisco José I de Austria. Luego nombraron a Ballerini, un conservador acérrimo, como arzobispo de Milán y el papa Pío IX aceptó la sede de Ballerini como arzobispo de Milán. El gobierno italiano, que había tomado posesión de Milán y Lombardia después de la Segunda Guerra de la Independencia Italiana, se negó a reconocer a Ballerini como arzobispo porque se opuso a la causa de la reunificación italiana.
Ballerini no pudo tomar posesión de su sede como arzobispo, pero el obispo auxiliar Carlo Caccia Dominioni rigió la arquidiócesis. En octubre de 1866 el obispo Caccia di Dominioni murió y el capítulo de la catedral de Milán nombró a Filippo Carcano como vicario del arzobispo. Ballerini no estuvo de acuerdo con esta decisión para evitar otros problemas. Pío IX declaró a Luigi Nazari di Calabiana como arzobispo de Milán y Ballerini fue nombrado patriarca latino de Alejandría. El ex arzobispo de Milán participó en el Concilio Vaticano I, donde apoyó el dogma de la infalibilidad papal.
Ballerini pasó su vida posterior en Seregno, donde murió en 1897. Su tumba que se encuentra en Seregno, en la Colegiata Basílica de San Giuseppe está coronada por un monumento.

## Causa de canonización
La Arquidiócesis de Milán abrió su causa de canonización en 2015 y ahora se lo conoce como un Siervo de Dios.